# Notocephalius westwoodi
Notocephalius westwoodi är en insektsart som beskrevs av White 1879. Notocephalius westwoodi ingår i släktet Notocephalius och familjen dvärgstritar. Inga underarter finns listade i Catalogue of Life.